# Rhithrogena taurisca
Rhithrogena taurisca is een haft uit de familie Heptageniidae. De wetenschappelijke naam van de soort is voor het eerst geldig gepubliceerd in 1992 door Bauernfeind.
De soort komt voor in het Palearctisch gebied.